# Marås
Marås is een plaats in de gemeente Gnosjö in het landschap Småland en de provincie Jönköpings län in Zweden. De plaats heeft 144 inwoners (2005) en een oppervlakte van 28 hectare.